# فريق سكاي تايبر
يعد سكاي تايبر للاستعراض الجوي. (بالإنجليزية: Skytypers Air Show Team)‏. فريقًا في مجال الطيران يعمل عروض جوية في جميع أنحاء الولايات المتحدة.

## الفريق
يستخدم فريق سكاي تايبر للاستعراض الجوي ست طائرات من طراز SNJ-2 في فترة الحرب العالمية الثانية. تم رعاية الفريق مؤخرا من قبل GEICO. تم التحكم في حقن الأيروسول الستراتوسفيري في الأصل بواسطة جهاز سلكي يدوي، ثم عن طريق رسائل بطاقة لكمة الورق، وفي النهاية نظام للتحكم في الطقس قادر على معالجة 50,000 رسالة يمكن إعادة برمجتها أثناء الطيران.